# Up Front (jeu)
 (juin 2018).
Si vous disposez d'ouvrages ou d'articles de référence ou si vous connaissez des sites web de qualité traitant du thème abordé ici, merci de compléter l'article en donnant les références utiles à sa vérifiabilité et en les liant à la section « Notes et références ».
Pour les articles homonymes, voir Up-Front (homonymie).
Up Front est un jeu de cartes sur la Seconde Guerre mondiale. 

## Historique
Il a été conçu par Courtney F. Allen et publié par Avalon Hill en 1983. Hasbro possède maintenant la franchise, et l'a publié sous licence Multi-Man Publishing, qui a depuis expiré. Il y a eu une tentative pour ré-imprimer Up Front par l'intermédiaire de Kickstarter, en 2013. Le projet a soulevé plus de 300 000 $, mais aucune mise à jour n'a été publiée depuis le 23 avril 2015.  
En 2016, Hasbro a autorisé Wargame Vault à vendre Up Front sur impression à la demande, et le jeu est maintenant disponible par commande en ligne. Les règles officielles sont actuellement disponibles aussi bien en impression qu'en document électronique.

## Description
Intitulé The Squad Leader Card Game (le jeu de cartes du chef d'escouade), Up Front est une adaptation en jeu de cartes de la série de jeux Squad Leader. Elle possède néanmoins une approche radicalement différente. Les jeux de guerre traditionnels sont composés d'une carte représentant le champ de bataille et de pièces de jeu représentant les unités, qui attaquent lors du tour de jeu de leurs joueurs. Dans Up Front, ce sont les cartes qui déterminent le champ de bataille, les opportunités offensives, et les autres facteurs de jeu.     
Les fans d' Up Front expliquent que ce type de jeu offre au joueur un plus grand sentiment de réalisme quant au combat à l'échelle de l'escouade, avec une évolution dans l'inconnue. Avec les jeux de guerre traditionnels, les joueurs ont une vue d'ensemble du champ de bataille. Dans Up Front, les lieux sont révélés au fur et à mesure que le jeu avance, simulant plus justement comment de vrais soldats rencontrent et explorent des terrains.  
Le jeu inclut deux types de cartes différentes : Soldat et Action. Une carte Soldat représente un soldat et plusieurs caractéristiques, à propos de son nom, de son grade, et de l'arme qu'il porte. Ils sont sélectionnés selon le scénario choisi (ceux nommé de A à L étaient inclus dans le jeu de base), et rangés en groupes par les joueurs. Le paquet de cartes Actions contient différents types de cartes, à savoir le terrain, le mouvement, les cartes héro, et beaucoup d'autres facteurs de jeu. Elles sont mélangées et distribuées aux joueurs.             
Le jeu original incluait les Allemands, les États-Unis, et les Russes, ainsi que leurs équipements. Des extensions ont ajouté des nationalités jouables, chacune avec différentes capacités (nombre de cartes en main, capacité à la défausse). Cela impose différentes tactiques aux joueurs, en limitant les options qui leur sont disponibles. 

## Extensions
Deux extensions officielles ont été publiées pour Up Front :
- Banzai (1984), qui inclut les Japonais et les Anglais, et la force de reconnaissance des Marines américains, ainsi que des règles pour jouer dans la jungle, des renforts aléatoires, et des scénarios (de L à X).
- Desert War (1985), qui inclut les forces françaises et italiennes, ainsi que les règles pour jouer dans le désert.

Ces deux extensions sont désormais disponibles en impression sur demande, auprès de Wargame Vault.

## Réception
Sandy Petersen a dit : « Si vous pouvez trouver une copie de Up Front, et que vous adorez le combat tactique, jetez-y un œil. Ou même si vous n'aimez que les jeux de cartes. Dans tous les cas, vous ne serez pas déçus. C'est un jeu qui surpasse ses défauts, et en transforme quelques-uns en atouts »[réf. nécessaire]. 

## Héritage
Comme beaucoup de jeux d'Avalon Hill, Up Front est toujours populaire auprès des fans. Il y a des groupes actifs dédiés au jeu sur Internet.
Il y a aussi un moteur de jeu Vassal pour ce jeu.
Wargame Vault vend maintenant des copies sous licence du jeu original ainsi que des extensions, en impression à la demande.  